# Felsőszentiván
Felsőszentiván es un pueblo ubicado en el distrito de Baja, en el condado de Bács-Kiskun, Hungría.

## Superficie
Posee una superficie de 53,54 kilómetros cuadrados.

## Demografía
Hasta 2019 la población era de 1728 habitantes, con una densidad de población de 32,27 habitantes por kilómetro cuadrado.